# Karel Mokrý
Karel Mokrý (Prostějov, 7 febbraio 1959) è uno scacchista ceco (fino al 1992 cecoslovacco).
Ottenne il titolo di Grande Maestro nel 1984, all'età di 25 anni.
Tra i suoi migliori risultati:
- 1979 – vince il torneo under-18 di Děčín;
- 1982 – secondo a Praga;
- 1984 – vince il 26º Torneo di Capodanno di Reggio Emilia, davanti tra gli altri a Boris Spasskij e John Nunn;
- 1985 – pari 1º-3º a Trnava, 1º a Copenaghen, 2º al Rubinstein Memorial di Polanica Zdrój;
- 1995 – vince a Olomouc il Campionato della Repubblica Ceca.

Ha partecipato a sei edizioni delle Olimpiadi degli scacchi dal 1984 al 1996, con il risultato complessivo di +28 -13 =22 (62 %).
Dal 1991 gestisce un negozio di letteratura scacchistica, prima a Bratislava e dal 1993 nella sua città natale di Prostějov.
Il suo attuale Elo FIDE è di 2420 punti.